# Édouard Brun
Édouard-Joseph Brun, né le 3 avril 1860 à Grenoble et mort en 1935 à Saint-Vincent-de-Mercuze, est un peintre français paysagiste surtout connu pour sa peinture de montagne.

## Biographie
Édouard Brun fait ses études au petit séminaire de Grenoble et y commence sa formation artistique sous la direction de l'abbé Guétal, également peintre de montagne (Laurent Guétal). Il débute dans le monde de la peinture par la création d'une galerie où il expose ses amis peintres et fréquente François-Auguste Ravier et Johan Barthold Jongkind qui découvre alors le Dauphiné. Il fait partie des élèves de Jean Achard (1807-1884) qui, à partir de son retour à Grenoble, a une grande influence sur une génération de peintres du Dauphiné dont Laurent Guétal et Charles Bertier. Il se consacre ensuite à sa carrière de peintre qu'il conjugue à sa pratique de l'alpinisme qui lui permet de peindre in situ les sommets du Dauphiné et des Alpes. Il meurt à Saint-Vincent-de-Mercuze en 1935.
Son frère, Charles Victor (14 décembre 1861, Grenoble - 6 mars 1930, Grenoble), employé de commerce dans la ganterie, est également artiste peintre et peintre sur vitraux.

## Carrière artistique
Il expose en 1892 ses premières toiles à la Société des amis des arts de Grenoble, au Salon du Blanc et Noir.
Il entre à la Société des peintres de montagne en 1903 et y expose très régulièrement. Il participera également à des expositions à Paris et aussi à l'étranger : Londres, Turin et Saint-Pétersbourg. Il expose en particulier au Salon de l'école française en 1914 : Fleur d'orient, pastel (no 635) et en 1924 : Grand lac de Laffrey (Dauphiné) (no 84), Lac Merlat, massif de Belledonne (Dauphiné) (no 85) et Soir rose, bords de l'Isère à Grenoble, pastel (no 802).
Outre sa peinture sur toile, il peint des grandes décorations murales pour des bâtiments publics ou des hôtels, collabore à des revues touristiques, et publie aussi, sous le pseudonyme de Q. Laro, des caricatures satiriques dans Les Alpes pittoresques et le Petit Dauphiné.

## Œuvres

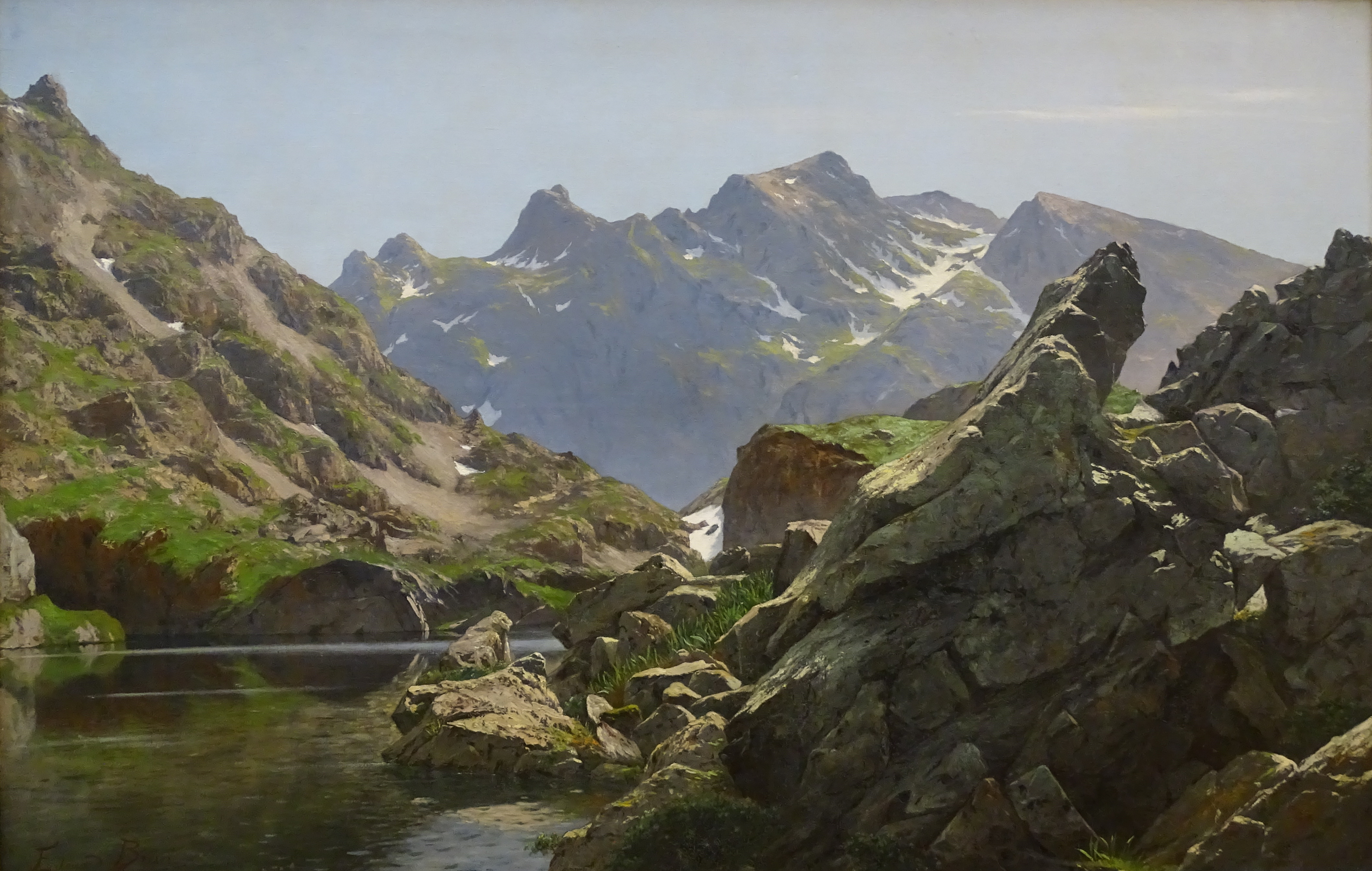
Édouard Brun, Le Lac Merlat, 1901, musée de Grenoble.

Édouard Brun laisse une œuvre abondante associant différents genres : peinture à l'huile, aquarelles, pastels, et lavis à l'encre de Chine.
Ses sujets sont avant tout les paysages de montagne et de haute-montagne du Dauphiné et des grands massifs alpins.
Il réalise, pour l'Exposition universelle de 1900, sur commande du ministère de l'agriculture, une série de grandes aquarelles représentant les ouvrages d'art construits en montagne par l'administration des Eaux et forêts.
Certaines de ses aquarelles sont reproduites dans La chaîne du Mont-Blanc d'Henry Brégeault.
Des rétrospectives de son œuvre ont eu lieu :
- en 1937, à Nice (galerie Montauti) ;
- en 1991, à Grenoble (espace Achard de la mairie de Grenoble)[5].

Liste des œuvres
- Le lac Merlat, 1901, huile sur toile. Coll. Musée de Grenoble (inv. MG 1993-4-3)